# Sollières-Sardières
Sollières-Sardières è ex un comune francese di 189 abitanti situato nel dipartimento della Savoia della regione dell'Alvernia-Rodano-Alpi. Dal 1º gennaio 2017 è confluito nel nuovo comune di Val-Cenis.
Si trova nella alta Maurienne, valle del fiume Arc.

## Società

### Evoluzione demografica
Abitanti censiti